# Gisèle Mendy
Gisèle Mendy (ur. 19 grudnia 1979) – senegalska judoczka. Olimpijka z Pekinu 2008, gdzie zajęła trzynaste miejsce, w wadze średniej.
Uczestniczka mistrzostw świata w 2005 i 2007 i Pucharu Świata w 2001 i 2002. Mistrzyni igrzysk afrykańskich w 2003 i druga w 2007. Zdobyła trzy medale na mistrzostwach Afryki, srebrny w 2008 roku.

## Letnie Igrzyska Olimpijskie 2008
| Konkurencja | Eliminacje          | Repasaże              | Klas. końcowa |
| Konkurencja | Przeciwnik 1        | Przeciwnik 1          | Miejsce       |
| ----------- | ------------------- | --------------------- | ------------- |
| -70 kg      | Annett Böhm (GER) P | Natalija Smal (UKR) P | 13.           |